# Серој
Серој, Срој или Сирој (алб. Surroj) је село  и бивша опћина у округу Кукес, на сјевероистоку Албаније. Дио је Тедрине у области Љума.
Године 2011. село је имало 1099 становника.
Иван Јастребов се питао да ли је то Серина која се помиње код Музакија као лични посјед Скендербеговог прадједа? Константин Кастриот се код њега назива Dominus Serinae. Срој (Серина) према Хану, Reise durch die Gebiete von Drin und Wardar стр. 304, удаљен је од Ћутета Скендербега наводно свега четири сата јужно, али ондје није било таквог села, а у Тедрини има и треба 15 сати да би се из Ћутета приспјело у Серину (Срој). 